# بیتیک (شهرستان علم‌الدین)
بیتیک (به لاتین: Baytik) یک روستا در قرقیزستان است که در شهرستان علم‌الدین واقع شده‌است. بیتیک ۲٬۵۴۱ نفر جمعیت دارد و ۱٬۱۸۵ متر بالاتر از سطح دریا واقع شده‌است.